# Isabel de Castelbo
Isabel de Castelbo (em francês: Isabelle de Foix-Castelbon; 25 de outubro de 1361 — 1428) foi condessa de Foix, viscondessa de Castelbo, e viscondessa de Béarn, entre outros títulos (veja os títulos em seu antecessor). Sucedeu a seu irmão Mateus I, falecido em agosto de 1398 sem sucessão.

## Biografia
Estava casada desde 1380 com Arquibaldo I de Grailly, visconde de Benauges e visconde de Castilhon, o qual favorecia ao rei da Inglaterra e ao de Navarra contra o da França. Foix estava sob soberania feudal do rei da França, Castelbo do conde-rei de Barcelona, e Béarn era totalmente soberano. Por ele o rei da França opôs-se à sucessão e forças reais ocuparam Mazeres e Severdun no condado de Foix, e dois filhos dos condes ficaram como reféns. Concluiu-se uma trégua e Isabel e Arquibaldo, sucessivamente, ofereceram sua homenagem ao rei, a quem, após a segunda visita (a do esposo) aceitou, libertar a seus dois reféns, que, junto com seu pai, juraram solenemente fidelidade ao rei em 2 de março de 1402. Dez anos depois Arquibaldo incluso foi nomeado capitão-geral de Languedoc
Arquibaldo e Isabel tiveram 5 filhos:
- João I, sucessor no condado de Foix e os viscondados de Castelbo e Béarn, e conde de Bigorra.
- Arquibaldo I senhor de Navalhas, casado com Sancha Jimenez de Cabrera, que por sua filha Elisabet deram origem à dinastia de Caramany, viscondes de Caramany e senhores de Navalhas e São Félix.
- Mateus I, conde de Cominges por seu enlace com Margarida I de Cominges.
- Gastão, primeiro conde de Condado de Benauges (que antes era um viscondado), senhor de Grailly, visconde de Catilhon e senhor de Curson, que casou com Margarida de Albret dando origem à ramificação de Condes de Candale.
- Pedro, bispo de Cominges, Tarbes, Lescar, Albano, e cardeal e arcebispo de Arles

Morreu em 1428. Seu esposo Arquibaldo havia morrido em 1413 e desde então João I era considerado já conde e visconde.

## Ancestrais
| Precedida por: Mateus I | Condessa de Foix, Viscondessa de Béarn, Viscondessa de Castelbo e Co-princesa de Andorra 1398-1413 | Sucedida por: João I |